# Atherton Curtis
Pour les articles homonymes, voir Curtis.
Atherton Curtis, né le 3 avril 1863 à Brooklyn et mort le 8 octobre 1943 à Paris, est un écrivain, historien de l'art et collectionneur d'œuvres d'art américain. Il vécut les quarante dernières années de sa vie en France et offrit une partie de ses collections au musée du Louvre et à la Bibliothèque nationale de France.

## Biographie
George N. Curtis, le père d'Atherton Curtis, fait fortune dans le commerce de médicaments dont il possède de nombreux brevets. Atherton hérite de cette fortune qui prend la forme d'un trust lui rapportant suffisamment pour qu'il se consacre à l'étude de l'art et aux voyages. George Warrington Curtis, son frère, ne manifesta comme lui aucun intérêt aux affaires. 
Atherton épouse à Genève le 14 août 1894, une Américaine, Louise Burleigh (1869-1910). Le couple se met à collectionner des dessins et des estampes : dès 1894, leur collection est renommée, elle rassemble de nombreuses pièces d'Auguste Raffet par l'entremise du marchand d'art newyorkais Frederick Keppel, puis une première estampe japonaise de Hiroshige en 1896. Par ailleurs, Louise devient dessinatrice, élève de Raphaël Collin et Luc-Olivier Merson.
Durant cette période, résidant principalement à Paris, ils fréquentent la galerie Paul Prouté, dont Atherton devient l'un des plus gros clients. Le couple devient mécène du peintre Henry Ossawa Tanner rencontré à Paris en décembre 1897. Atherton Curtis commence également à collaborer au magazine d'art The Studio : ses articles portent sur les productions graphiques d'artistes comme Adolphe Appian, Amédée Joyau, Charles Meryon, Evert van Muyden, Giovanni Battista Piranesi, Raffet, Théophile Alexandre Steinlen et James Abbott McNeill Whistler. En 1897, il publie un premier essai, Some Masters of Lithography en collaboration avec Frederick Keppel.
En novembre 1900, le couple fonde une colonie d'artistes à Mount Kisco (État de New York : en 1902, ils y organisent une exposition de leurs propres gravures de Rembrandt durant trois mois. Atherton se montre sensible à la souffrance animale ; il publie un essai contre la vivisection en collaboration avec Henry Stephens Salt (1900) et rejoint l'American Society for the Prevention of Cruelty to Animals.

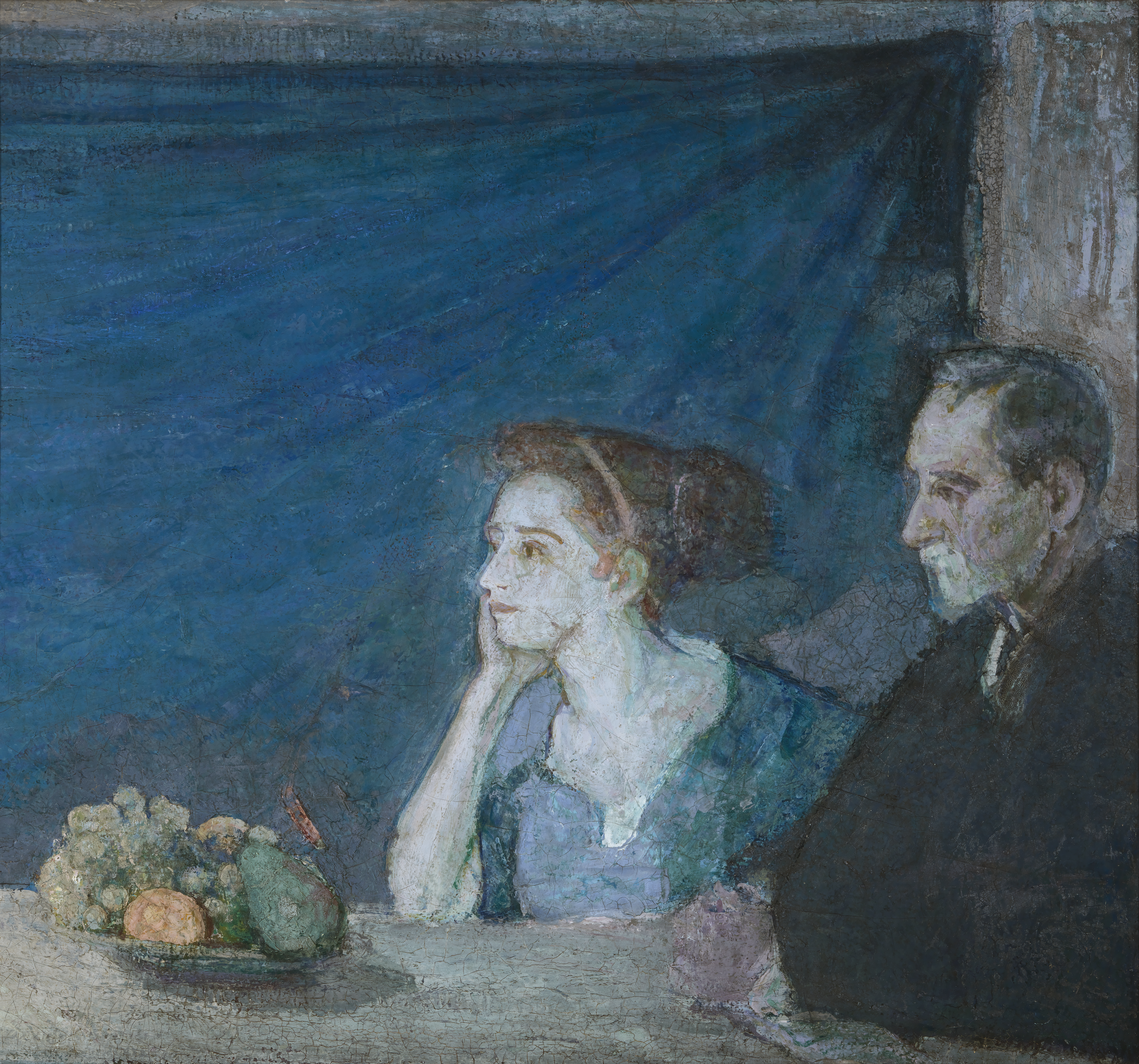
Portrait of Mr. and Mrs. Atherton Curtis with Still Life (avant 1910), huile sur toile de Henry Ossawa Tanner, Smithsonian American Art Museum.

Louise et Atherton s'établissent définitivement à Paris en 1903, au 17 rue Notre-Dame-des-Champs. Le couple y est représenté sur une gravure d'Anders Zorn (1906) ; Louise meurt en 1910.
Atherton épouse en secondes noces, une proche amie de Louise, la Danoise Ingeborg Flinch (1870–1943), originaire de Copenhague. Le couple passe une partie de son temps à la campagne du côté de Bourron-Marlotte. Ingeborg, toute comme Louise, participe au développement de la collection Curtis.
En 1934, Atherton figure au rang des Amis du Louvre, au même titre que Walter Gay. En 1938, il fait don d'artefacts au musée de Cluny. La même année, sa collection archéologique égyptienne entre au Louvre, entre autres des objets provenant des fouilles menées par Montague Ballard à Gizeh (1902-1903) comme par exemple la statuette Raherka et Mérésânkh. En 1938, la Bibliothèque nationale de France reçoit près de 800 estampes japonaises, plus d'un millier d'objets originaires de Chine, et près de 7 000 estampes occidentales.
En 1939, Atherton publie sa dernière étude, elle porte sur l'œuvre lithographié et gravé de Richard Parkes Bonington.
Il meurt à son domicile parisien, en pleine Occupation, le 8 octobre 1943. Son épouse décède deux jours plus tard, d'un arrêt cardiaque. L'ambassade suisse à Paris prend en charge les formalités, par l'entremise d'une amie de la famille, Marguerite, l'épouse de l'agent SOE Mario Lambros Achilles Prassinos (?-1945).
En 1951, la Bibliothèque nationale de France publie un catalogue de l'inventaire des estampes et dessins de la collection Curtis.

## Publications
- (en) Catalogue of the etched work of Evert van Muyden, New York, F. Keppel & co., 1894.
- (en) Some masters of lithography, New York, D. Appleton and company, 1897.
- (en) Auguste Raffet, New York, F. Keppel, 1903.
- (en) How prints are made, New York, F. Keppel, 1907.
- Catalogue de l'œuvre gravé de Amédée Joyau, Paris, Paul Prouté, 1938.
- Catalogue de l'œuvre lithographié et gravé de R. P. Bonington, Paris, Paul Prouté, 1939.
- Adolphe Appian, son œuvre gravé et lithographié, Paris, Paul Prouté , 1968.

### Articles liés
- Connaisseur
- Renaissance de l'eau-forte